# پاراتیوران
پاراتیوران (به تامیلی: Paruthiveeran) فیلمی محصول سال ۲۰۰۷ و به کارگردانی امیر است. در این فیلم بازیگرانی همچون کارتی، پریامانی، ساراوانان، گنجا کاراپو، سوجاتا سیواکومار، سامپات راج و ساموتیراکانی ایفای نقش کرده‌اند.